# الملعب الأولمبي الدولي
الملعب الأولمبي الدولي ، هو ملعب كرة القدم وكافة الرياضات المختلفة في مدينة طرابلس اللبنانية ، يتسع نحو 22.400 ألف متفرج.
استضاف مباريات من بطولة كأس آسيا 2000 ، وهو الآن يستخدم لبطولة دوري الرجبي.